# وليد شديرة
وليد شديرة (مواليد 22 يناير 1998) هو لاعب كرة قدم مغربي، يشغل مركز مهاجم بنادي نابولي الإيطالي والمنتخب المغربي.

## مسيرته

### مع الأندية
قضى شديرة المواسم الأربعة الأولى من مسيرته المهنية في المستويات الدنيا غير الاحترافية لكرة القدم الإيطالية.
في 10 يوليو 2019، وقع عقدًا لمدة 3 سنوات مع نادي بارما، الذي أعاره إلى نادي أريتسو في دوري الدرجة الثالثة في 22 يوليو. ظهر لأول مرة في دوري الدرجة الأولى الإيطالي في 25 أغسطس، كلاعب أساسي في مباراة ضد نادي ليكو. بعد نصف موسم، أرسل نادي بارما شديرة على سبيل الإعارة إلى نادي ليكو في 31 يناير 2020، ثم إلى نادي مانتوفا في 4 سبتمبر.
في 18 يوليو 2021، انضم شديرة إلى باري على سبيل الإعارة، الذي جعل الصفقة دائمة في 30 يونيو 2022، ووقع عقدًا حتى يونيو 2025.

### المسار الدولي
ولد شديرة في إيطاليا وهو من أصل مغربي. تم استدعاؤه للعب مع المنتخب المغربي في مباراتين وديتين ضد تشيلي وباراغواي في 23 و 27 سبتمبر 2022، على التوالي؛ وقد ظهر لأول مرة ضد تشيلي كلاعب بديل في الشوط الثاني في المباراة التي انتهت بفوز المنتخب المغربي 2-0.

## روابط خارجية
- وليد شديرة على موقع قاعدة بيانات كرة القدم.إي يو (الإنجليزية)
- وليد شديرة على موقع ليكيب (الفرنسية)
- وليد شديرة على موقع ناشيونال فوتبول تيمز (الإنجليزية)
- وليد شديرة على موقع Soccerway.com (الإنجليزية)
- وليد شديرة على موقع عالم كرة القدم.نت (الإنجليزية)
- وليد شديرة على موقع كووورة